# Tomáš Makaj
Tomáš Makaj (* 17. srpna 1974, Kladno) je český spisovatel, básník, zakladatel Muzea Středních Brd ve Strašicích, redaktor časopisu Barňák, člen poroty literární soutěže Hořovice Václava Hraběte (do roku 2020) a člen divadelního spolku Prašivina. Žije ve Strašicích.

## Životopis
Narodil se 17. srpna 1974 v Kladně. Po absolvování Střední lesnické školy v Písku, vystudoval religionistiku na Husitské teologické fakultě Univerzity Karlovy, kde svá studia zakončil diplomovou prací „Ikonoklasmus v předhusitském a husitském hnutí (do roku 1444)“. Poté se věnoval studiu pedagogiky a historie na filozofické fakultě Univerzity Karlovy a na Západočeské univerzitě v Plzni. V letech 2001–2006 působil jako učitel na ZŠ Karla Vokáče ve Strašicích. Od roku 2007 je zaměstnancem obce Strašice, kde vykonával funkci vedoucího kulturního odboru. V polovině roku 2021 se stal vedoucím Muzea Středních Brd. Mezi jeho koníčky patří archeologie, regionální historie, divadlo a literatura. Od roku 2006 se aktivně podílel na založení Muzea Středních Brd a následně byl v roce 2010 zvolen předsedou Brdského muzejního spolku. O rok později založil občanské sdružení Brdská edice, které se věnuje regionální literatuře a kulturně-vlastivědným akcím. Působí také jako kurátor výstav.

## Dílo

### Literární činnost
Od roku 1991 publikoval poezii v celé řadě almanachů a sborníků a periodickém tisku např. Tvar, Literární noviny, Plž atd. Publikuje články a knihy zabývající se regionální historií. Součástí jeho tvorby jsou i scénáře k místopisným a naučným filmům.

### Básnická tvorba
- Výběr z poezie 1993-94, Lipík- Listy písecké kultury - Písek 1995
- Klub mladých autorů: A 2000 (almanach) - Plzeň 2000

- Večerem k ránu – Plzeň 2006 (ilustrace Naďa Kahovcová) - samostatná sbírka
- Jizvy na svých místech- Varnsdorf 2006- Almanach
- Texty k CD Miloslava Orcígra Emerse ( 2011) - (tracks: 4, 6)

### Knižní tvorba
- Střední Brdy na starých pohlednicích a fotografiích (Baron) – 2010
- Strašice a okolí v obrazech, ilustrace Petr Prokůpek (Baron) – 2011,2014
- Z historie strašických kasáren I. 1934-1939 (Baron) – 2012
- Pověsti Středních Brd, ilustrace Vhrsti (Baron) – 2012
- Památky obce Strašice (Rokycany- Pod Starou hutí)-2014
- Lipnice 625 let- z historie obce 1391-2016 (Brdská edice)-2016
- Medový Újezd 680 let- z historie obce 1336-2016 (Brdská edice)-2016
- Z historie PTP ve Svaté Dobrotivé ( Brdská edice a nakladatelství Baron, spolek Zděná 2012)-2017
- Rokycany a okolí v obrazech, ilustrace Petr Prokůpek (Baron)-2018
- Tajemství řeky Klabavy (Starý Most s.r.o, Plzeň 2019)
- Brdy - 77 romantických, dobrodružných a tajemných míst (Starý Most s.r.o, foto Jaroslav Vogeltanz, Plzeň 2020,2021)
- Křivoklátsko - 77 romantických, dobrodružných a tajemných míst (Starý Most s.r.o, foto Jaroslav Vogeltanz, Plzeň 2021)
- Medový Újezd - 685 let- Vzpomínky Františka Zajíčka ( Brdská edice-malá řada, Strašice 2021)
- Přišli jsme ze Západu - Příběh strašických spolužáků (Baron, Hostivice 2021)
- Toulky po Brdech 1 (Vydavatelství Víkend, Líbeznice 2021)
- Karlštejnsko - 77 romantických, dobrodružných a tajemných míst (Starý Most s.r.o, foto Jaroslav Vogeltanz, Plzeň 2022)
- Brdy- Hřebeny - 77 romantických, dobrodružných a tajemných míst (Starý Most s.r.o, foto Jaroslav Vogeltanz, Plzeň 2023)
- Líšná 1539-2024- Kapitoly z historie a současnosti obce ( Brdská edice a obec Líšná, Strašice 2024)
- Dobřív 1325-2025- Kapitoly z historie a současnosti obce (Baron, Hostivice 2025)

Kalendáře
- Strašice na historických pohlednicích - 2013 (Brdská edice)
- Brdy zmizelé- 2013 (Brdská edice)
- Brdy vojenské-2013 (Brdská edice)
- Strašice v proměnách času -2016 (literárně-historický kalendář- Brdská edice 2015)
- Medový Újezd- obrázky z historie -2016 (literárně-historický kalendář- Brdská edice 2015)
- Medový Újezd- Jak se žilo... -2017 (literárně-historický kalendář- Brdská edice 2016)
- Medový Újezd- Šťastný domov... -2018 (literárně-historický kalendář- Brdská edice 2017)
- Strašice- včera a dnes..2019 ( Obecní úřad Strašice 2018)
- Strašice v historii..2020 ( Obecní úřad Strašice- Brdská edice 2019)
- Strašice- Markt Hohenfels- 10 let partnerství (Obecní úřad Strašice- Brdská edice 2020)
- Strašičtí muzikanti 1 (Obecní úřad Strašice - Brdská edice 2021)
- Strašičtí muzikanti 2 (Obecní úřad Strašice - Brdská edice 2022)
- Brdy v proměnách času I. -2024 (Obecní úřad Strašice- Brdská edice 2023)
- Brdy v proměnách času II. -2025 (Obecní úřad Strašice- Brdská edice 2024)
- Hrádek v proměnách času -2025 ( Městský úřad Hrádek- Brdská edice 2024)
- Brdy v proměnách času III. -2026 (Obecní úřad Strašice- Brdská edice 2025)

Publikace ve spoluautorství
- 90 let kopané ve Strašicích - Spartak Strašice 1926-2016 (Tomáš Makaj a kolektiv- Brdská edice 2016)
- 100 zajímavostí ze starých Brd (Tomáš Makaj, Marie Kabátníková, Hana Křepelková, Rudolf Šimek, Petra Peštová, Jan Hajšman, Václav Perneger- Starý Most s.r.o, Plzeň 2016)
- Pytlácké historky z Brd ( Tomáš Makaj, Josef Šefl- Baron, Hostivice 2017,2019)
- 100 zajímavostí ze starých Brd II. (Tomáš Makaj, Rudolf Šimek, Jan Hajšman, Václav Perneger- Starý Most s.r.o, Plzeň 2018)
- Pytlácké historky z Brd II. aneb vyprávění z druhé kapsy ( Tomáš Makaj, Josef Šefl- Baron, Hostivice 2019,2020)

Výběr z odborných studií a popularizačních článků

## Ocenění
- Hořovice Václava Hraběte 1998 – Čestné uznání – 1998
- Literární Šumava 2001 – 3. místo – poezie
- Literární Šumava 2003 – 1. místo – poezie
- Literární cena Vladimíra Vokolka 2003 – 3. místo – poezie
- Literární Šumava 2004 – 1. místo – poezie